# Base de apoyo de fuego

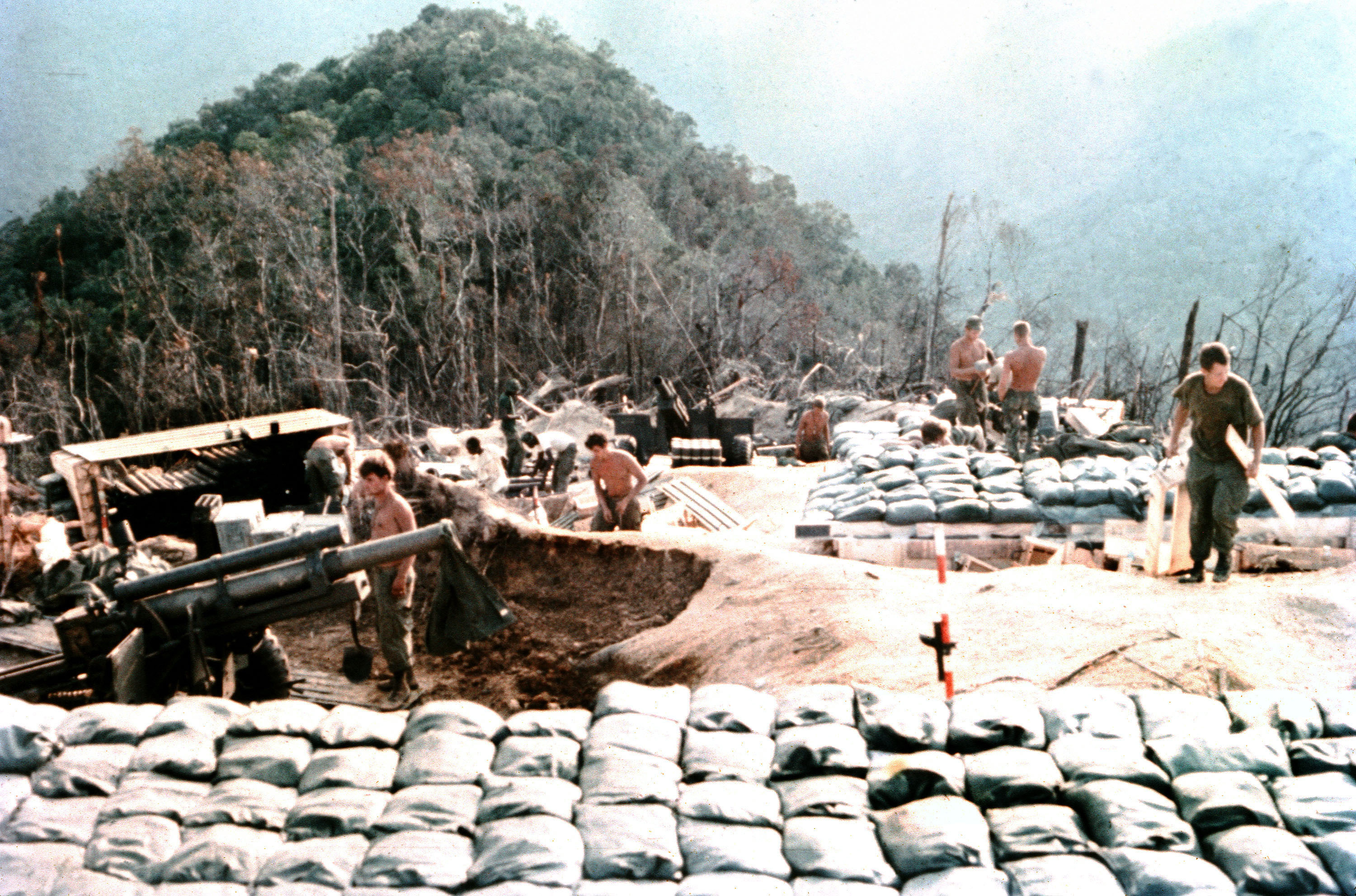
Una base de apoyo de fuego de la 3.ª División de Marines en Vietnam en 1968. Las piezas son obuses de 105 mm.

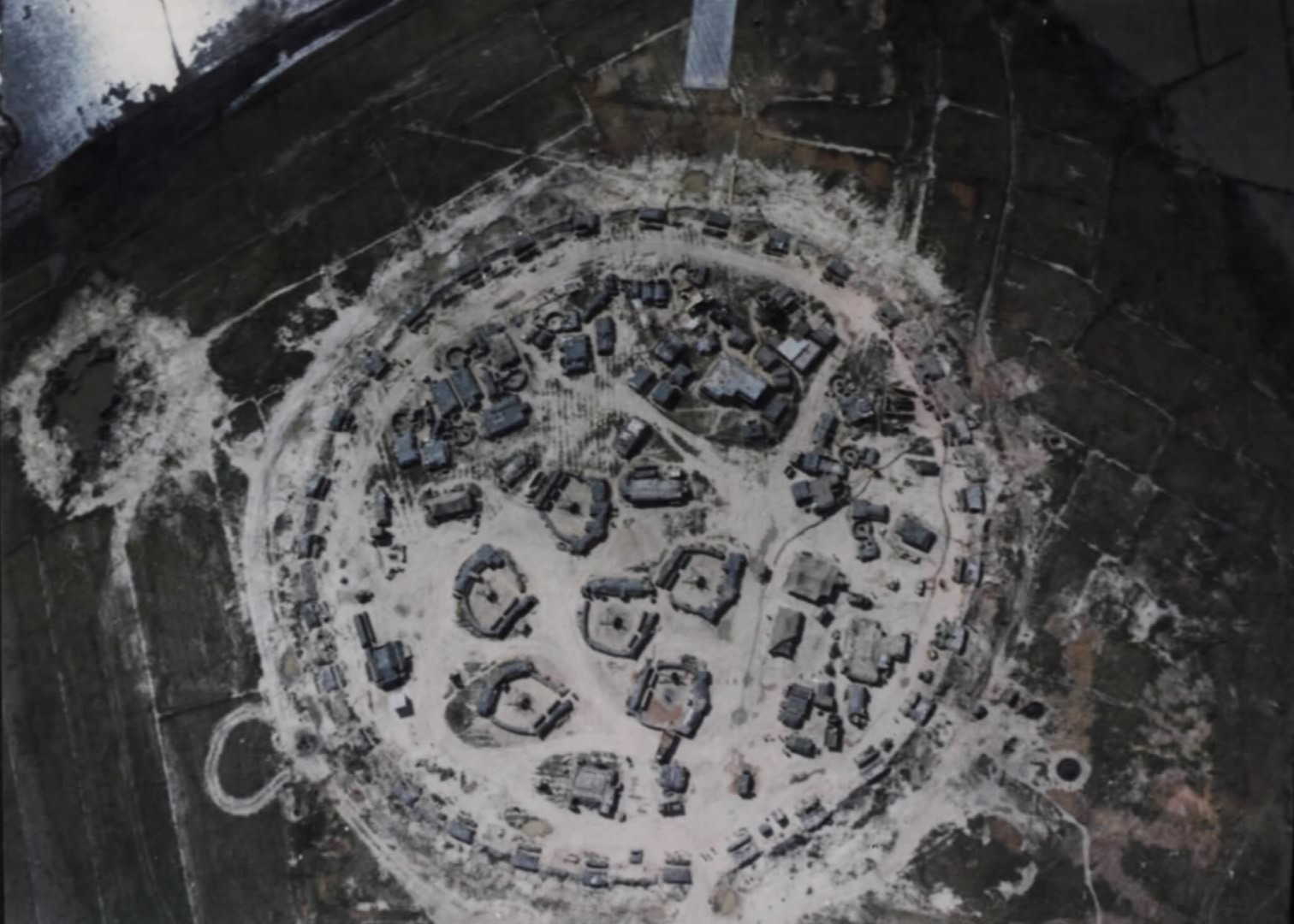
Vista aérea cenital de la base de apoyo de fuego Sedgwick, en Vietnam (1969).

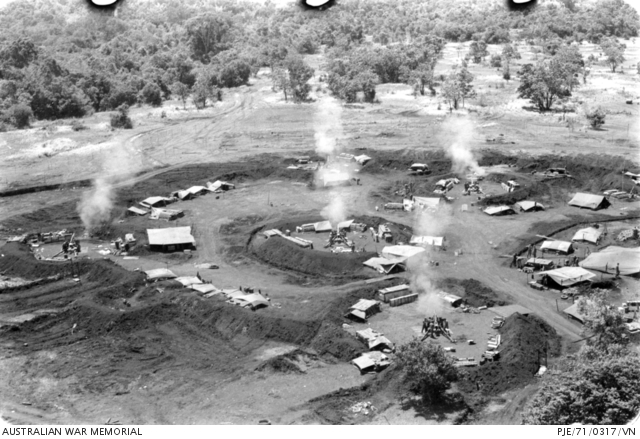
Base de apoyo de fuego Pamela en Vietnam del Sur (1971). Se observan cinco obuses M2A2 105mm del 12º Regimiento de Campo de la Real Artillería Australiana (RAA), durante una misión de fuego de apoyo.

Una base de apoyo de fuego (en inglés Fire Support Base, FSB), también denominada base de fuego o FB, es una instalación militar temporal destinada a proporcionar apoyo de fuego, generalmente mediante artillería, a unidades de infantería que operan fuera del alcance habitual del apoyo de fuego de sus propias bases logísticas.
Este tipo de instalación fue ampliamente utilizado durante la guerra de Vietnam, y ha seguido empleándose en conflictos posteriores como las guerras en Afganistán y Siria.

## Contexto y origen
Durante la Guerra de Vietnam, la ausencia de frentes claramente definidos obligó a adaptar las doctrinas tradicionales de artillería. Las unidades de infantería que operaban en profundidad no siempre podían recibir apoyo desde posiciones en retaguardia, lo que motivó la creación de FSB en plena zona hostil, a menudo en territorios bajo control enemigo. Estas bases resultaron esenciales durante las operaciones de tipo search and destroy, donde constituían un elemento táctico clave para sostener el despliegue de tropas móviles.
El concepto fue desarrollado inicialmente por el contingente surcoreano y adoptado posteriormente por el Ejército de los Estados Unidos, el Ejército de la República de Vietnam (ARVN) y el contingente australiano. Las FSB se convirtieron rápidamente en objetivos prioritarios para el Vietcong y el Ejército Popular de Vietnam. En ocasiones, las fuerzas aliadas establecían FSB ostensiblemente para atraer y emboscar unidades comunistas, empleando una táctica similar a la que el ejército francés utilizó en Điện Biên Phủ.
Varias FSB podían establecerse simultáneamente dentro de una operación con el fin de cubrir un área extensa con fuego cruzado. Aunque su función principal era el apoyo a operaciones en curso, también podían prestar cobertura mutua en caso de ataque directo a una de ellas, o servir de apoyo a otras instalaciones como aldeas fortificadas. Durante el sitio de la base Khe Sanh, por ejemplo, las baterías del Cuerpo de Marines intentaron sostener el campamento de las Fuerzas Especiales en Lang Vei.
Frente a la imprecisión de algunos bombardeos aéreos, las FSB permitían también un fuego más preciso, en especial en condiciones meteorológicas adversas donde los aviones de la Fuerza Aérea no podían intervenir. En tales casos, aeronaves ligeras como el O-1 Bird Dog o el O-2 Skymaster desempeñaban un papel clave en la observación y corrección de tiro.

## Organización y funcionamiento
La disposición y construcción de estas bases varía en función del terreno y del tamaño de la guarnición prevista, adoptando diferentes configuraciones según las necesidades operativas.

### Estructura y componentes
Las FSB eran instalaciones de tamaño variable, desde pequeñas bases temporales hasta posiciones fuertemente fortificadas. Una FSB típica solía incluir:
- Una batería de seis obuses (105 mm o 155 mm, remolcados o autopropulsados), con uno de ellos ubicado en el centro para disparar proyectiles iluminantes durante ataques nocturnos y servir como pieza de calibración principal de la base. Los otros cinco obuses se colocaban a su alrededor en un patrón en forma de estrella.
- Un pelotón de ingenieros para labores de construcción y mantenimiento.
- Una o varias zonas de aterrizaje de helicópteros (LZ), con plataformas diferenciadas para operaciones logísticas y evacuaciones.
- Un Centro de Operaciones Tácticas (COT).
- Un puesto de socorro y un pequeño hospital de campaña.
- Un centro de comunicaciones.
- Una compañía de infantería encargada de la defensa perimetral, a menudo equipada con morteros distribuidos en alvéolos periféricos.
- Sistemas defensivos adicionales como búnkeres, trampas explosivas, campos de minas y nidos de ametralladoras.

Las bases de apoyo de fuego más pequeñas tendían a variar considerablemente esta disposición, utilizando entre dos y cuatro obuses de diversos calibres —generalmente de 105 mm y 155 mm a nivel de batallón— emplazados en posiciones de tiro fortificadas y dispersas. Estas bases solían disponer sus piezas en formaciones cuadradas o triangulares, cuando era posible.
En bases de mayor entidad podían integrarse dos baterías de artillería y un batallón de infantería, así como carros de combate colocados en posiciones fortificadas para reforzar la defensa próxima.

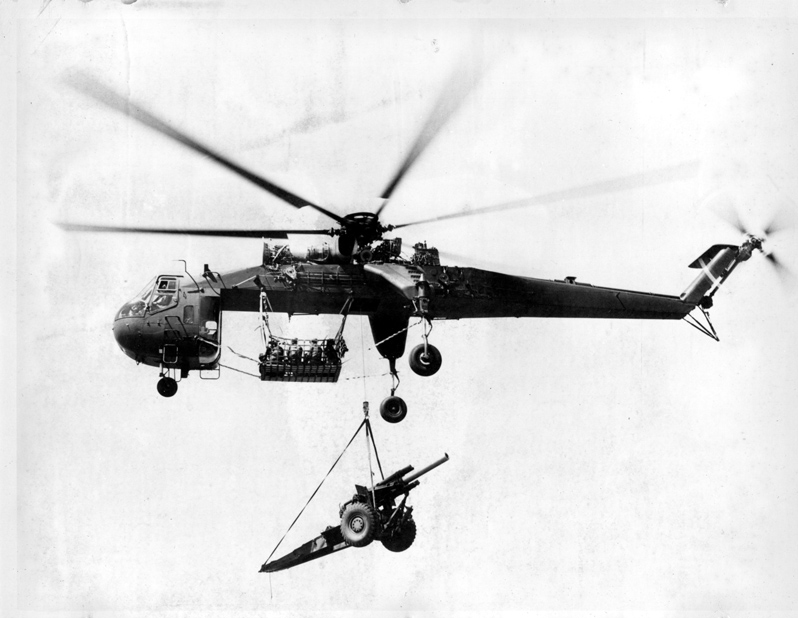
Un helicçoptero Sikorsky CH-54 Tarhe transportando un obús de 105 mm a una posición avanzada en Vietnam. El uso del CH-54 agilizaría el posicionamiento de la artillería  en zonas inaccesibles por carretera, permitiendo levantar el obús remolcado de 155 mm sin dividirlo.
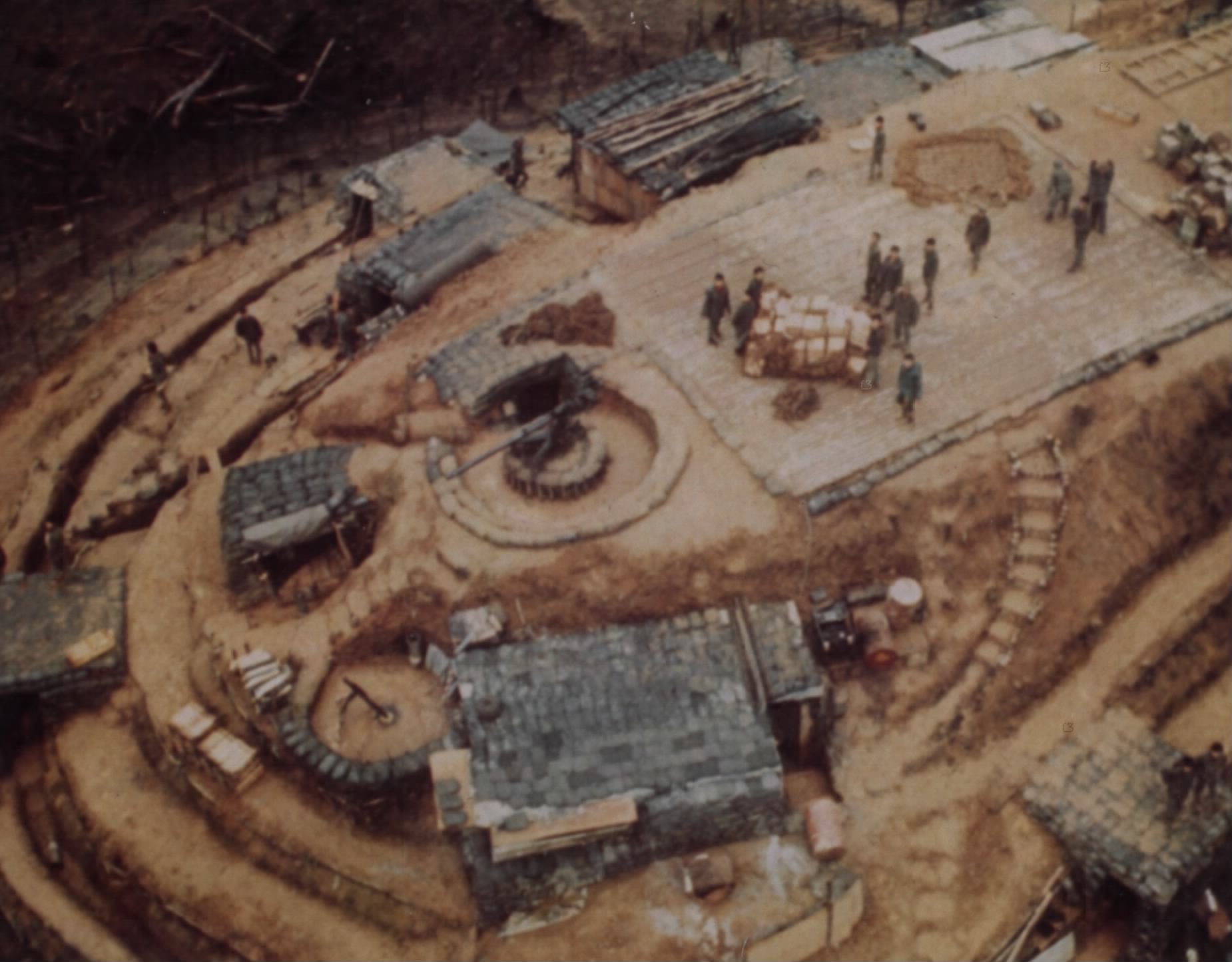
Zona de aterrizaje y alveolos de artillería en la FSB Sarge, controlando el valle del río Quang Tri (1970).
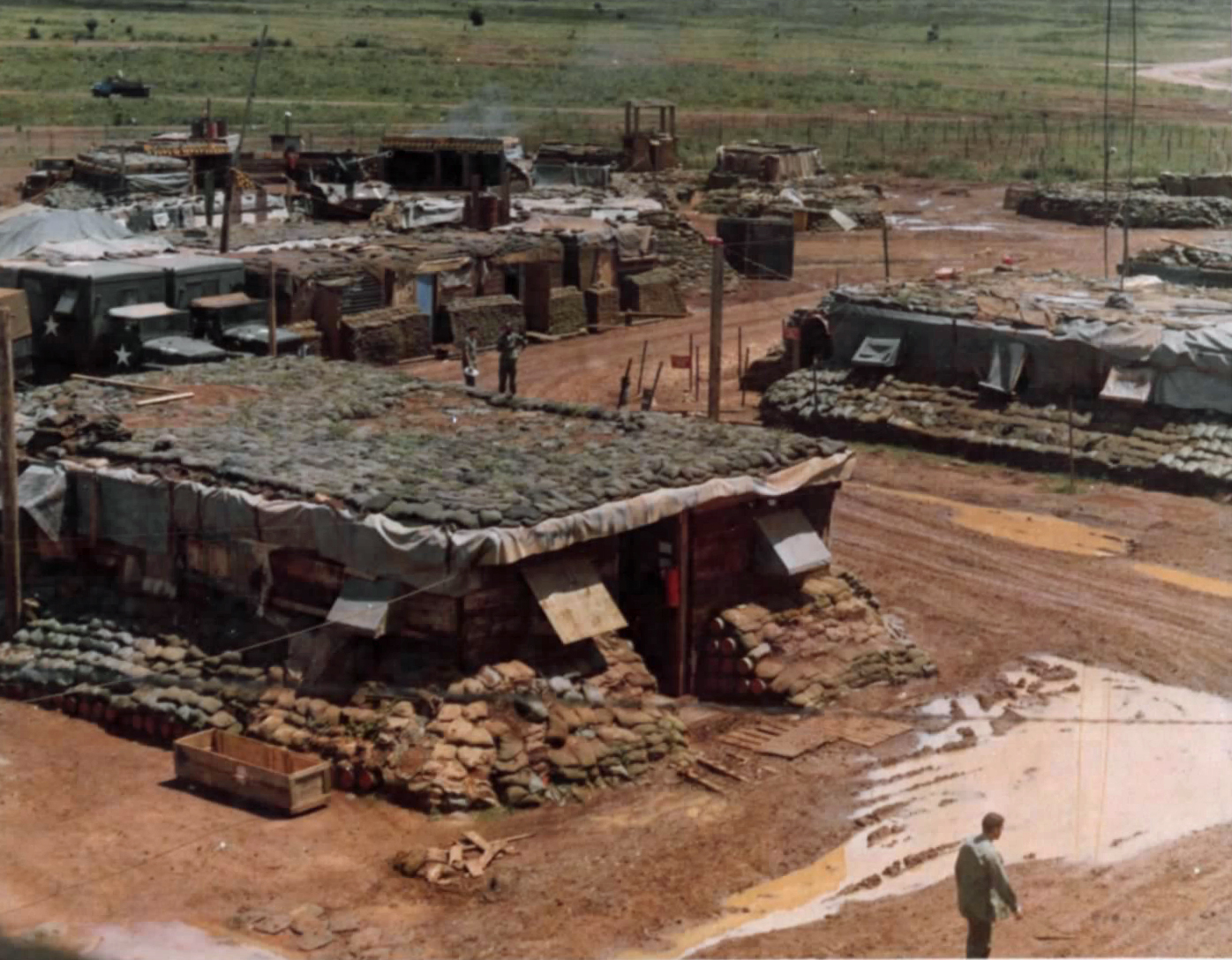
Búnkeres de la FSB Black Hawk (1970).

Entre los ejemplos destacados fueron la Base de Fuego Bastogne, establecida en 1968 por la 101.ª División Aerotransportada, y la Base de Fuego Mary Ann, construida por elementos de la 23.ª División de Infantería “Americal”, representativa del modelo de bases de apoyo de fuego de menor tamaño.

### Construcción y logística
La instalación de una FSB comenzaba con un reconocimiento aéreo de la zona. Un equipo avanzado aterrizaba para delimitar el perímetro con cuerdas, despejar la vegetación y marcar las posiciones clave. Posteriormente, se transportaban por helicóptero los bulldozers, materiales de construcción (sacos terreros, estructuras prefabricadas, torres de observación, barandillas, placas de acero PSP), así como los elementos necesarios para la defensa y el alojamiento.
Una vez preparado el terreno, se daba prioridad a la construcción de defensas perimetrales —como campos de minas, alambre de espino y alvéolos para morteros— siguiendo un modelo funcionalmente similar al de los campamentos de la legión romana. Las posiciones de artillería y los centros neurálgicos (como el puesto de mando y el hospital de campaña) se excavaban con dinamita y bulldozers.
Cada alvéolo de artillería se organizaba en torno a una plataforma de tiro con zonas diferenciadas para el almacenamiento de municiones, un pozo de pólvora para las cargas propulsoras, estanterías para herramientas, un refugio para el equipo y un búnker-habitación para la dotación. Esta configuración permitía una respuesta rápida ante ataques y limitaba las bajas en caso de fuego hostil gracias a la dispersión del personal.
Las piezas de artillería remolcadas eran transportadas por aire, mientras que las autopropulsadas podían desplazarse por tierra. El helicóptero también era el principal medio de abastecimiento y evacuación médica, dado que muchas FSB se encontraban en áreas sin acceso rodado. Cuando era posible, algunas bases se abastecían por convoyes terrestres, los cuales debían ser protegidos activamente durante su trayecto.
Las bases estaban diseñadas para ser autosuficientes, con generadores eléctricos, plantas de tratamiento de agua y una estricta política de reutilización de materiales (por ejemplo, reciclaje de cajas de munición vacías como elementos estructurales).

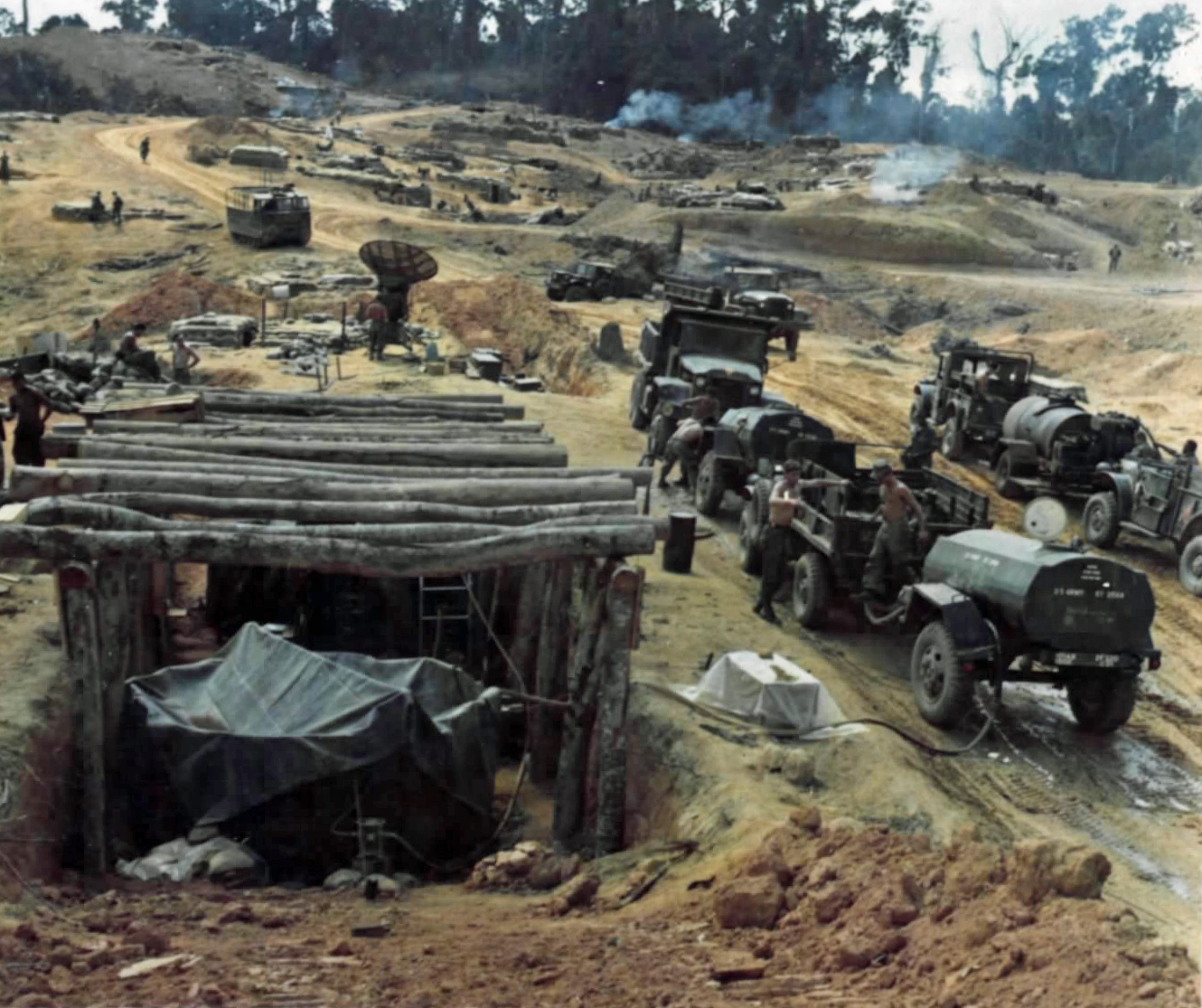
Soldado de la FSB Bastogne llenan cisternas en la planta de purificación de agua de la base (1968).
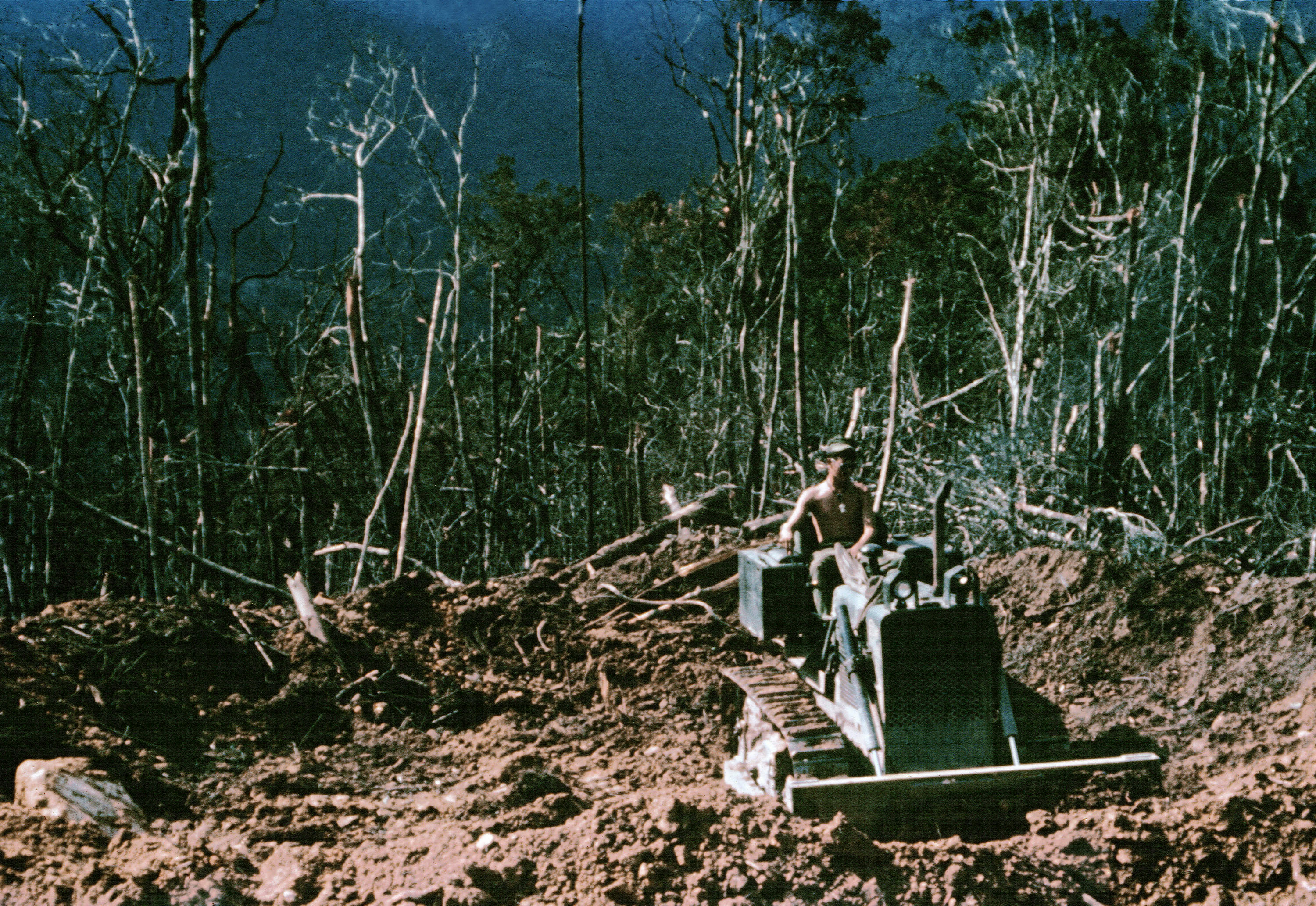
Un bulldozer del Cuerpo de Marines de EE.UU. prepara el terreno para construir una base de apoyo de fuego de montaña en Vietnam (1968).
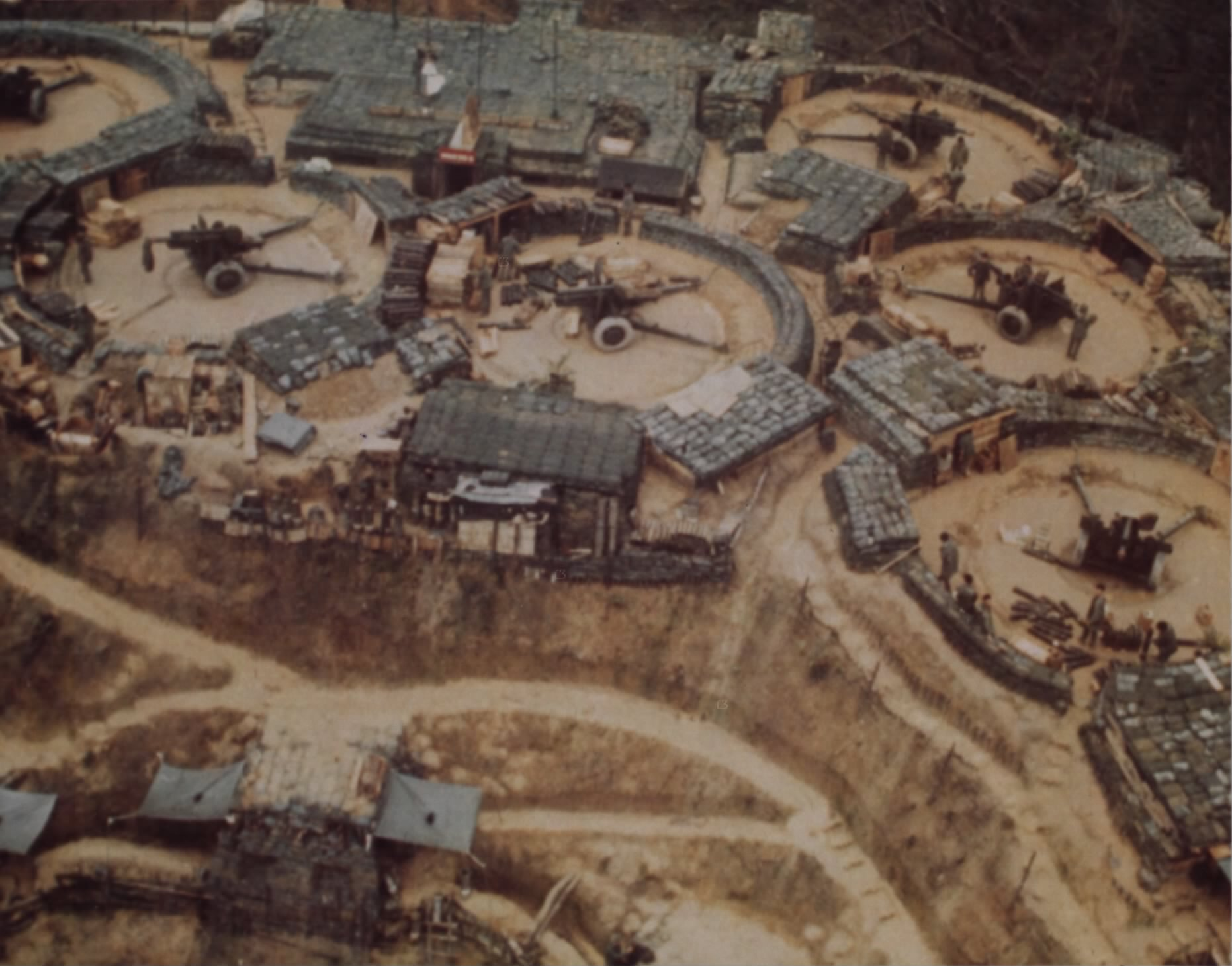
Alveolos de artillería en la FSB Sarge (1970).

## Medidas defensivas
Además de las tropas asignadas, una FSB podía recibir apoyo defensivo desde otras bases cercanas, helicópteros artillados (como el AH-1 Cobra) o apoyo aéreo cercano. Con el tiempo, las capacidades defensivas propias se reforzaron considerablemente:
- Mina Claymore, sensores infrarrojos y sísmicos.
- Vehículos blindados M113 ACAV y tanques.
- Redes metálicas antirroquetas (una pantalla antiproyectil para proteger frente a RPG-2 y armas sin retroceso).
- Campos de tiro despejados para ametralladoras.
- Patrullas perimetrales activas.

Las FSB también ofrecían ventajas sobre los bombardeos aéreos en cuanto a precisión, especialmente bajo condiciones meteorológicas adversas que impedían el vuelo de aviones. Aeronaves ligeras de observación como el O-1 Bird Dog o el O-2 Skymaster podían operar en estas condiciones y ajustar el fuego de artillería con mayor exactitud.

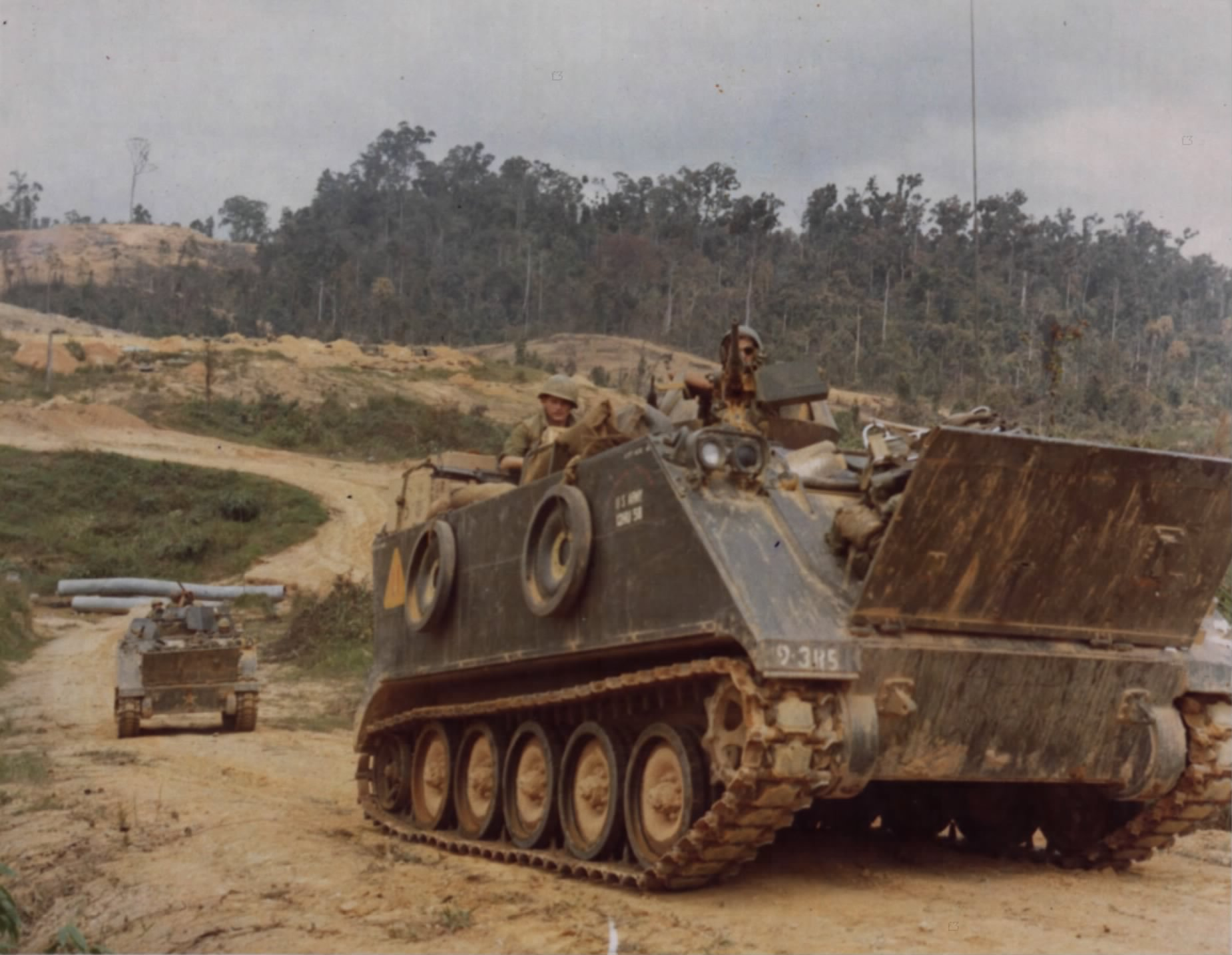
M113 fuera del perímetro de la FSB Bastogne en una misión de escolta (1968).
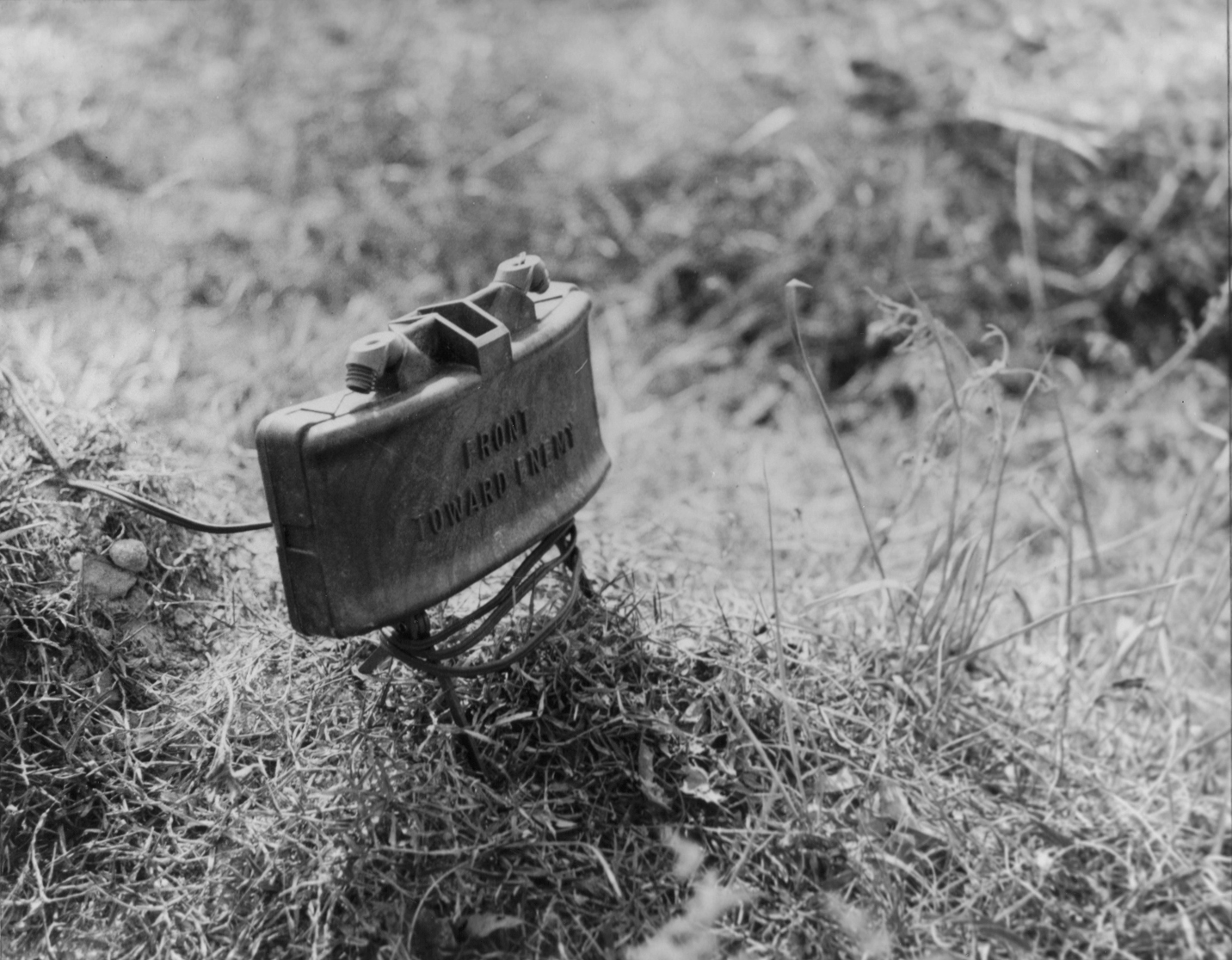
Mina antipersona M18 Claymore.
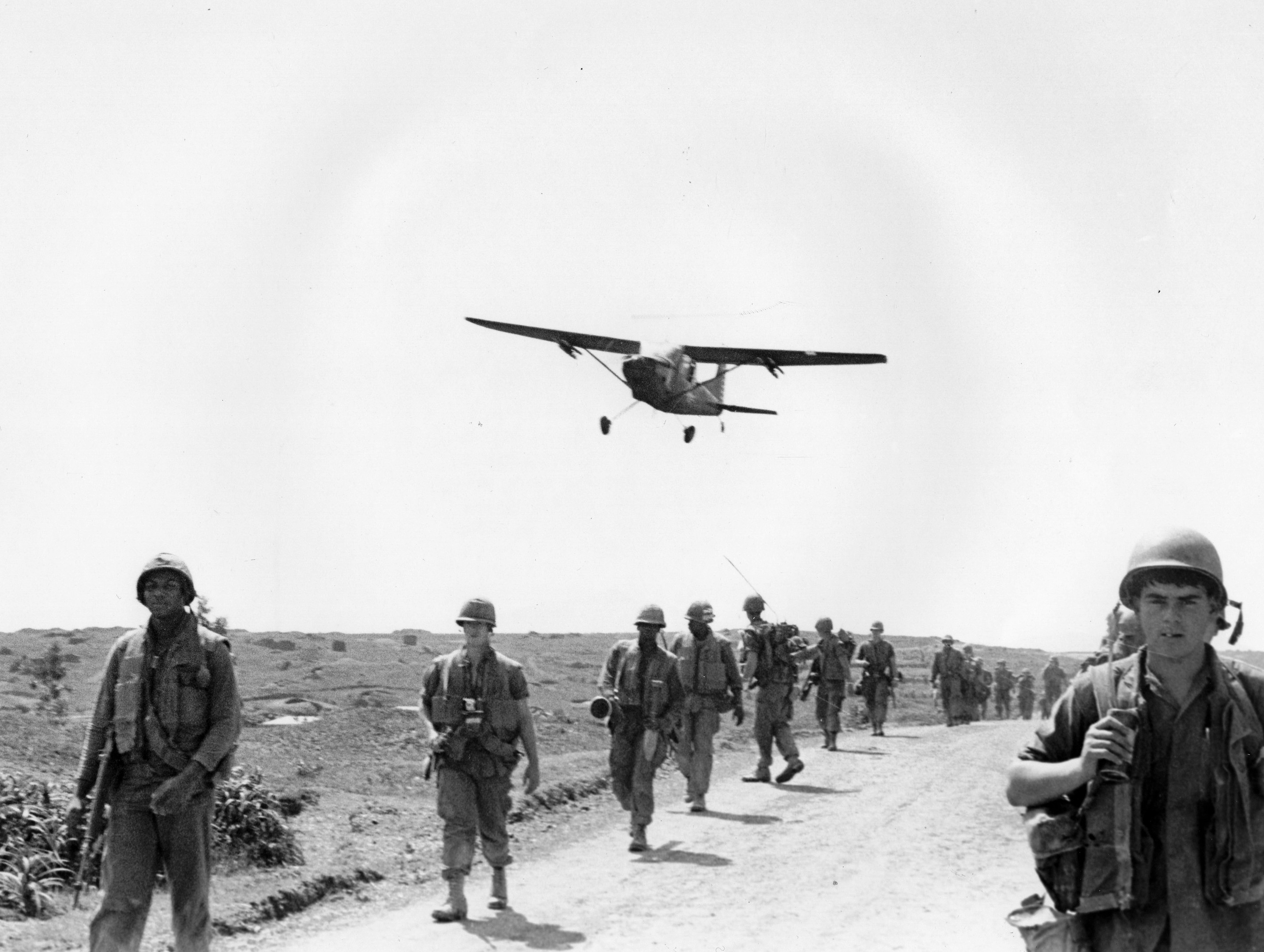
Cessna O-1 Bird Dog sobrevolando soldados de la Compañía E del 2/9 batallón de Marines en una misión search and destroy cerca de las Tumbas Imperiales de Huế (1967).

## Empleo en combate
Aunque organizadas en torno a unidades de artillería, las FSB cumplían funciones multifuncionales dentro del dispositivo táctico. Durante las operaciones de búsqueda y destrucción, servían también como:
- Zonas de aterrizaje para tropas helitransportadas.
- Puestos de mando y comunicaciones.
- Bases de partida o puntos de relevo logístico.
- Nodos de coordinación táctica.

Desde la zona desmilitarizada entre Vietnam del Norte y del Sur hasta el delta del Mekong, donde incluso se construyeron FSB sobre plataformas flotantes o pontones, se implantó un gran número de bases. A finales de los años 1960 se establecieron también FSB provisionales en Laos y Camboya, en el marco de las operaciones contra la ruta Ho Chi Minh.
Pese a su potencia de fuego y fortificaciones, las FSB fueron blanco de ataques masivos, en particular por parte del Vietcong y del Ejército norvietnamita, que buscaban obligar a las fuerzas estadounidenses a adoptar una postura defensiva. A ello se sumaban hostigamientos constantes mediante morteros y cohetes, destinados a mantener una situación de inseguridad permanente y desgaste psicológico.
Un ejemplo destacado fue el sitio de Khe Sanh (1968), donde las FSB jugaron un papel clave en el sostenimiento de la posición frente a fuerzas enemigas superiores.

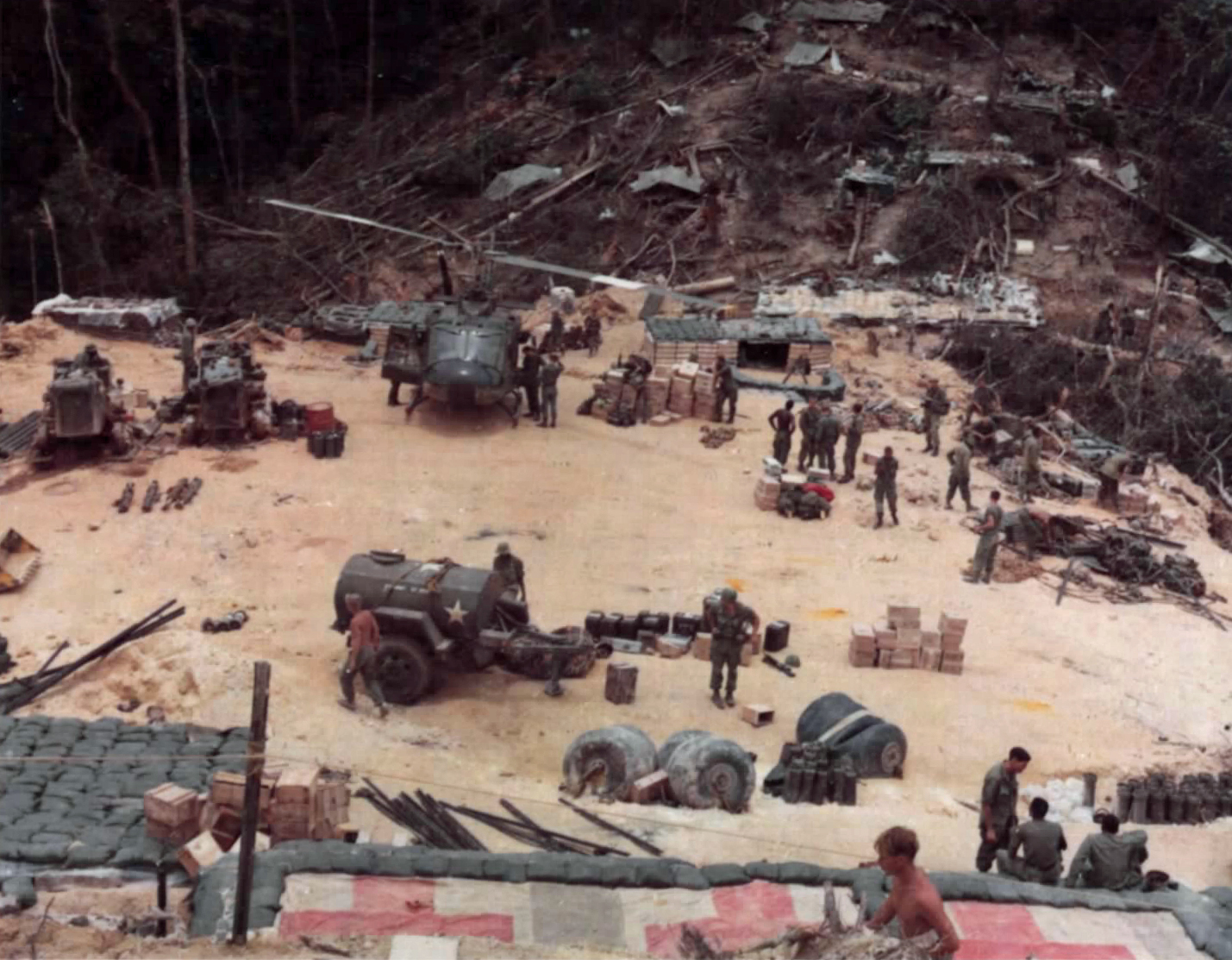
Un UH-1D estacionado entre los suministros en la FSB Berchtesgaden durante la Operación Somerset Plain (1968). Se puede apreciar también el hospital de campaña.
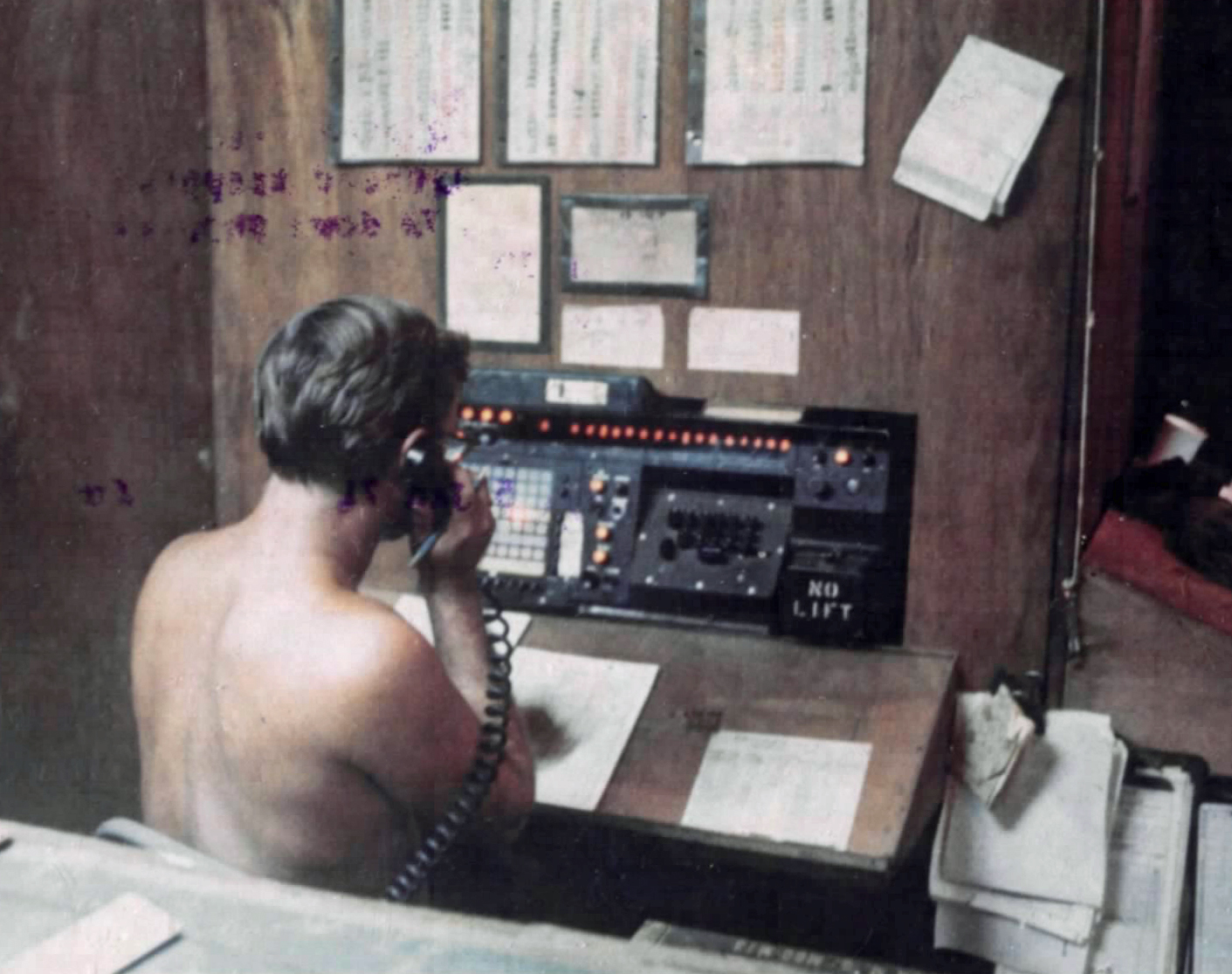
Operador artillero utilizando la computadora de control de tiro primaria de la FSB Center (1970).
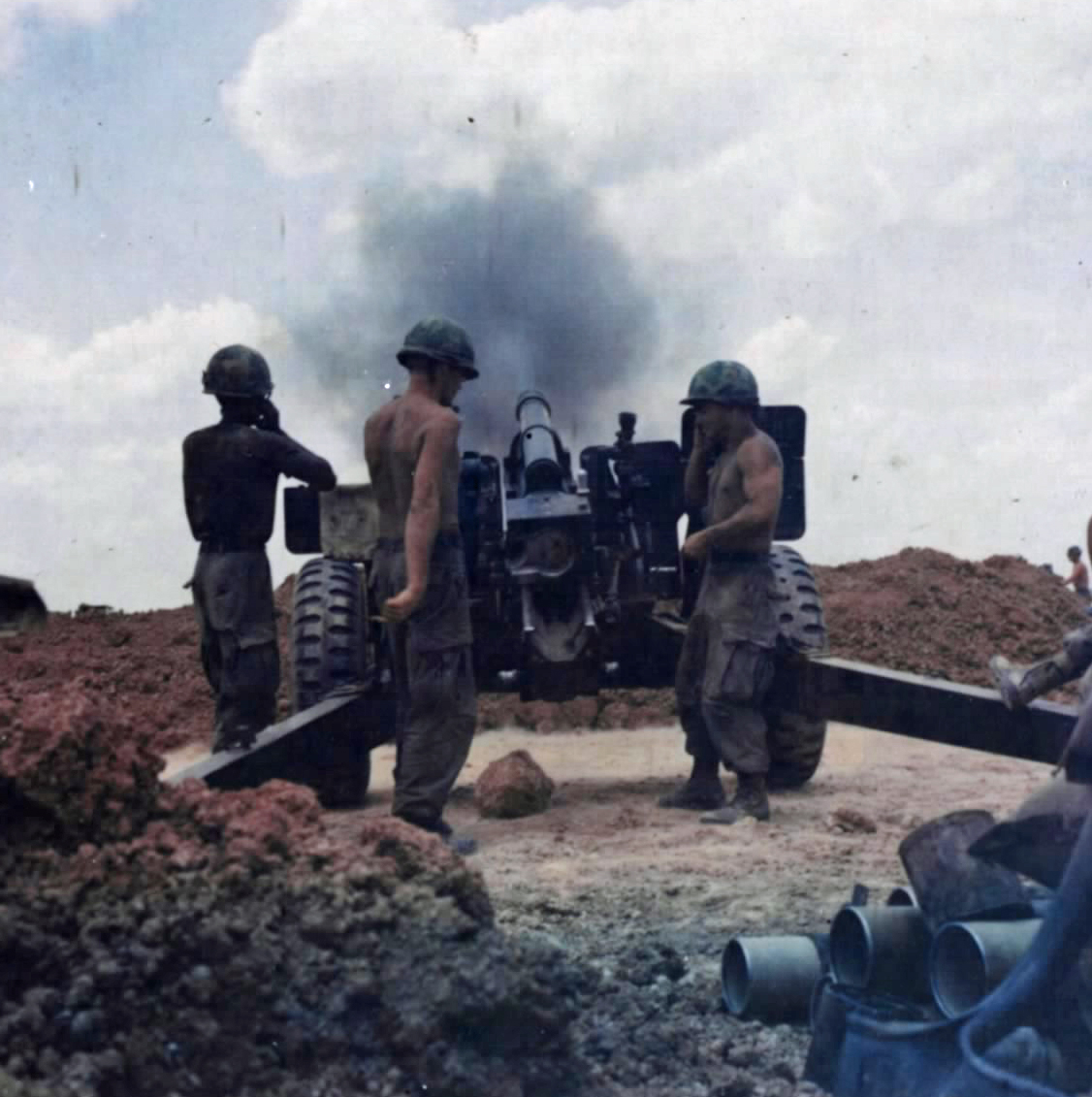
Personal de una batería de la FSB Woods III disparando un obús de 105 mm en apoyo de un convoy (1969).

## Uso en Afganistán (2001-2021)

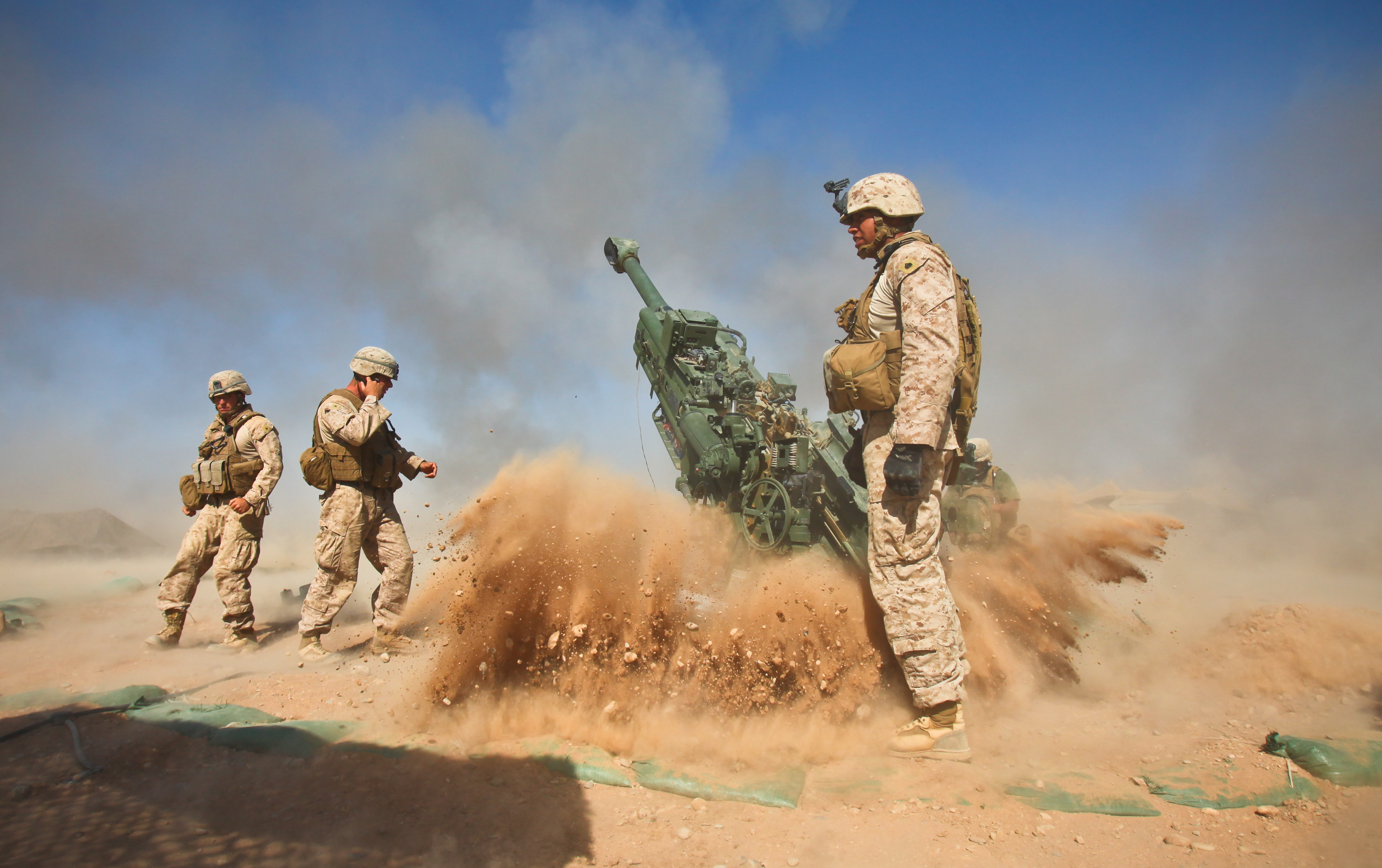
Soldados estadounidenses disparan un obús M777 desde la base de apoyo de fuego Fiddler’s Green en Afganistán (2011).

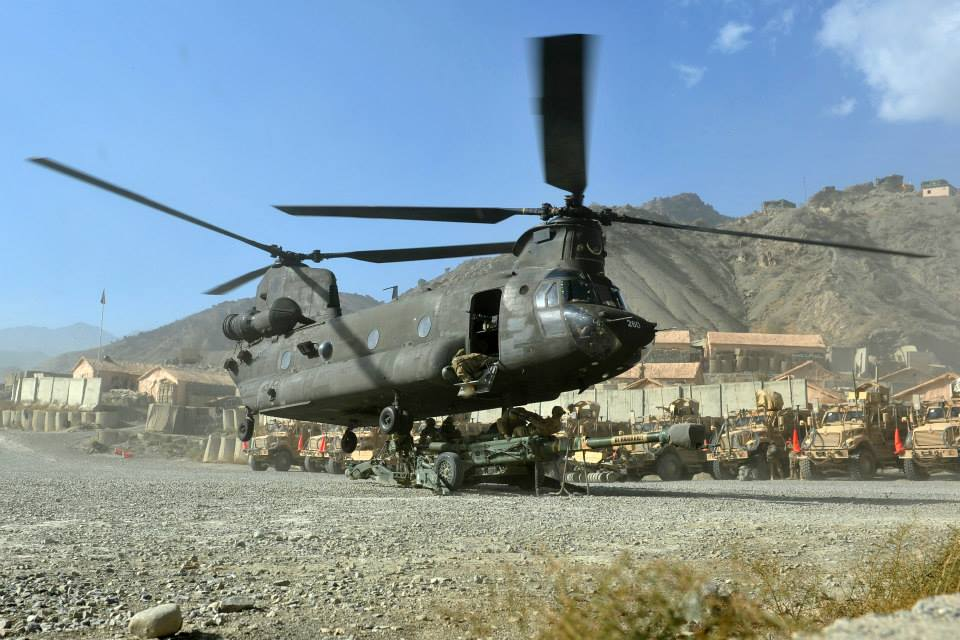
Soldados estadounidenses enganchan un obús M777 de 155 mm a un helicóptero CH-47 Chinook en la FBS Wilderness en Afganistán (2013).

Bases de apoyo de fuego fueron establecidas en Afganistán desde el inicio de las operaciones militares de la coalición liderada por Estados Unidos en 2001. Estas instalaciones proporcionaban apoyo de fuego a las fuerzas de la coalición en sus operaciones de búsqueda y combate contra insurgentes talibanes, especialmente a lo largo de la frontera con Pakistán.
Se habían establecido bases de fuego en Afganistán desde que comenzaron las acciones de las fuerzas de la Coalición lideradas por Estados Unidos en 2001. Estas bases proporcionaron apoyo de fuego a las fuerzas de la Coalición en la búsqueda de combatientes talibanes a lo largo de la frontera con Pakistán . 
Ejemplos de bases de fuego en Afganistán fueron:
- Provincia de Kunar   
  - Firebase Phoenix
- Provincia de Helmand   
  - Firebase Fiddler’s Green
- Provincia de Nangarhar   
  - Base de operaciones avanzada Torkham (antigua base de fuego).
  - Firebase Thomas
  - Firebase Tinsley, ubicada cerca de Char Chiehna, anteriormente conocida como Base de operaciones Cobra
- Provincia de Paktia
  - Firebase Wilderness, también conocida como  Base operaciones avanzada Tellier.

## Uso en Siria e Irak (2018-2019)
Durante la fase final de la lucha contra el Estado Islámico (ISIS) en el valle del río Éufrates, como parte de la Operación Inherent Resolve, se desplegaron FSB móviles en la frontera entre Siria e Irak. Estas bases tenían como objetivo interrumpir las rutas de escape del ISIS hacia el este.
Entre las bases más destacadas estuvieron:
- Base Bell, al sur del macizo de Jabal Sinjar (Irak), con obuses M777 de 155 mm y 150 soldados.[11][12]
- Base Um Joras, activa durante 34 días al sur de Sinyar.[13]
- Base Saham, que participó en los combates de Baghuz, la última gran batalla contra el ISIS.[14]